# Râul Trebiș
Râul Trebiș sau Râul Trebeș este un curs de apă care curge în apropiere și pe la margine de Bacău. După confluența cu pârăul Limpedea își schimbă denumirea în râul Bârnat și devine afluent al râului Bistrița, vărsându-se în acesta lângă podul rutier care îl traversează, situat între cartierul Șerbănești al Bacăului și autogara Bacău.

## Hărți
- Ovidiu Gabor - Economic Mechanism in Water Management  Arhivat în 5 martie 2009, la Wayback Machine.

1. ↑  http://www.primariabacau.ro/fisiere/pagini_fisiere/HCL_NR.84_DIN_13.04.2012.2.PDF%5Bnefuncțională+–+%5D